# Borís Sàvinkov
Borís Víktorovitx Sàvinkov rus: Бори́с Ви́кторович Са́винков (Khàrkiv 19 de gener de 1879 -Moscou, 7 de maig de 1925), fou un escriptor i revolucionari rus, i un dels dirigents de l'«Organització de Combat» del Partit Socialista Revolucionari, responsable dels assassinats més espectaculars de funcionaris imperials en 1904 i 1905, esdeveniments que va relatar en la seva novel·la El cavall groc, escrita a París en 1909.
Aventurer, maçó, espiritualista, terrorista i entabanador, conspirador i obsessionat amb la violència nasqué al si d'una família noble el 1879.Es va unir a diverses causes polítiques: el socialisme polonès, el socialisme revolucionari, la Unió per la Regeneració de la Pàtria i la Llibertat (organització antibolxevic) i el feixisme italià. Addicte al sexe i a la morfina, es va caracteritzar per una inclinació contínua al terrorisme, tot i que sempre com a planificador i no com a executor dels atacs.
Més tard, es va convertir en viceministre de Guerra del Govern Provisional,tot i no tenir formació militar. Involucrat en el fallit cop de Kornílov, va ser rellevat del seu càrrec governamental. Va abandonar el partit social-i va combatre el Govern soviètic durant la Guerra Civil Russa, amb una posició política cada vegada més conservadora. En el seu enfrontament amb els soviètics, va donar suport a diversos moviments contrarevolucionaris com els de l'ataman Aleksei Kaledín, el general Mikhaïl Alekséiev o l'almirall Aleksandr Koltxak.
El 1920 va emigrar, tot mantenint les seves activitats antisoviètiques des de l'estranger i, quatre anys després, va tornar a Rússia, on va ser detingut. Atret per una promesa de perdó, va ser processat per les autoritats soviètiques en un judici propagandístic, i es va suïcidar poc després.

## Inicis
Nascut a Khàrkiv en 1879, Sàvinkov era fill d'un fiscal tsaristaestablert a Varsòvia que pertanyia a la noblesa. Amb divuit anys va ingressar a la Facultat de Dret de la Universitat de Sant Petersburg, però dos anys després va ser expulsat el 1899 per la seva participació en unes revoltes estudiantils. Després va estudiar a Berlín i Heidelberg. Durant el seu període universitari es va unir al moviment revolucionari contrari al règim tsarista.
Des de 1898 va ser membre de diverses organitzacions socialistes, i en 1901 el van detenir i van exiliar a Vólogda, condemnat per sedició. En el seu exili es relacionà amb intel·lectuals com Nikolai Berdiàiev. A la primavera de 1903, va abandonar la socialdemocràcia per unir-se als socialrevolucionaris. Influït per Iekaterina Breixko-Breixkóvskaia, va decidir dedicar-se al terrorisme, fuig a l'estranger al juny i marxa a Ginebra, a oferir els seus serveis a l'Organització de Combat socialrevolucionària. A l'agost li van presentar Ievno Azef i es va unir formalment a l'organització.Es va convertir en lloctinent d'Azef a l'Organització.

## Terrorista socialrevolucionari
Sàvinkov va esdevenir una figura llegendària entre els terroristes socialrevolucionaris. Poeta, jugador i «lluitador per la llibertat», va participar en l'assassinat de diverses figures del govern autocràtic imperial,tot i que sempre com a organitzador, no com a executor dels atemptats.
Després de participar en la vigilància del ministre d'Interior rus, Viatxeslav von Pleve i fracassar a l'hora d'assassinar-lo, va marxar a Ucraïna per tal de matar el governador general de Kíev. Azef es va reunir amb ell i el seu grup a Kíev, i els va convèncer de tornar a la capital i reprendre els plans d'assassinat del ministre de l'Interior, operació que va quedar a càrrec de Sàvinkov. Per l'assassinat de Viatxeslav von Pleve, i la seva participació en l'assassinat del gran duc Sergi de Rússia, oncle i cunyat del tsar, va ser detingut el 1906 i condemnat a mort.No obstant això, va aconseguir escapar-se de la seva cel·la i fugir a França.
El 1908, Sàvinkov es va convertir en cap de l'Organització de Lluita.

## Abandonament del PSR i escriptura
En 1911, amb 22 anys, es va retirar del partit davant de la gran quantitat d'enemics que s'havia guanyat en ell i es va instal·lar a la Costa Blava, on es va dedicar a l'escriptura de ficció, amb gran èxit. Durant la guerra mundial, fou un dels que va sostenir una postura  defensista . La seva vida a França, però, no va estar centrada en la política, sinó en el luxe, les amants, els casinos, la morfina i la roba elegant.

## El període revolucionari

### El Govern Provisional i el cop de Kornílov

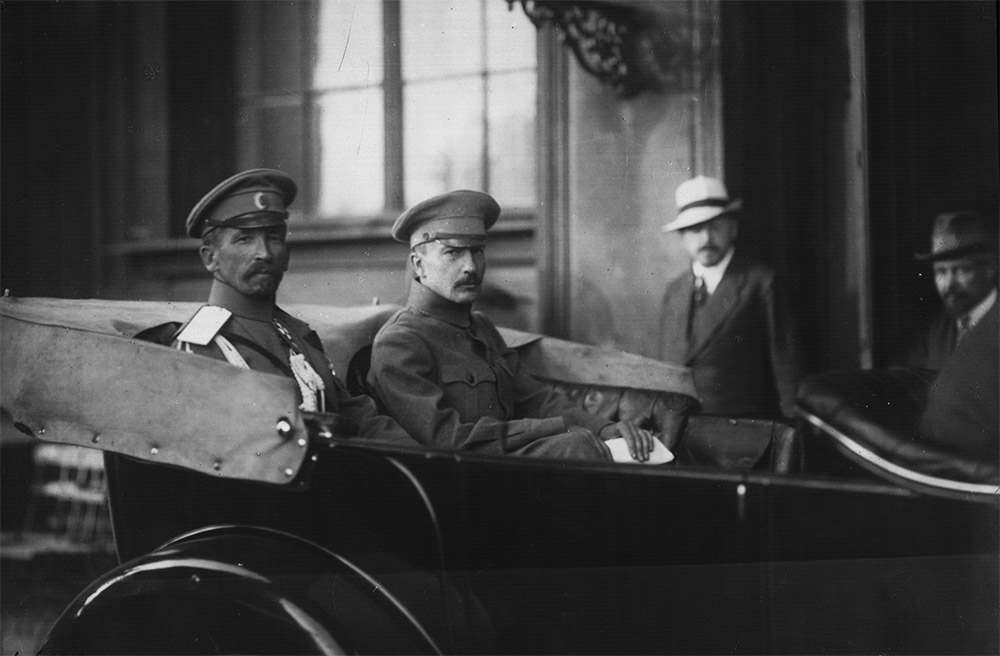
Sávinkov al costat del general Lavr Kornílov, al qual va donar suport en el seu ascens i en el seu intent fracassat d'imposar una dictadura militar, en col·laboració amb Aleksandr Kérenski.

Després de participar en la Primera Guerra Mundial com a voluntari en l'Exèrcit francès, va tornar a Rússia a l'abril de 1917,en un grup de defensistesi al juliol passà a ser viceministre de Guerra del govern d'Aleksandr Kérenski.
Ardent  defensista  i part de l'ala més conservadora dels socialistes revolucionaris, Sàvinkovs'oposava al Soviet de Petrograd.Participà en el periòdic Volia Naroda (La voluntat popular), editat per Argunov i tribuna dels més conservadors social-revolucionaris, en què va demostrar les seves grans dots com a escriptor.
Defensor de l'autoritat de l'Estat, nacionalista, menyspreava les masses i mantenia la seva tendència a recórrer a mètodes violents com en el seu passat terrorista. Teòricament social revolucionari perquè mai no havia estat expulsat del partit, no mantenia la disciplina de la formació i no disposava del suport d'aquesta, tot i que sí que gaudia del suport de Kérenski.Més activista que teòric, amb escàs afecció en realitat a les diferents ideologies, va portar una vida de luxe gràcies a l'apropiació de fons destinats a les causes polítiques que suposadament defensava.
La seva influència resultà crucial en el nomenament de Lavr Kornílov per comandar el front del sud-oest, del qual n'era comissariel 21 de juliol de 1917 i més tard, el 31 de juliol de 1917 com a comandant en cap de l'Exèrcit.
No obstant això, el 30 d'agost va dimitir i va ser expulsat del  Partit Revolucionari socialistapel seu paper en l'aixecament del general Lavr Kornílov al setembre de 1917.

### Activitats antibolxevics
Després va romandre a Rússia com a contrarevolucionari durant el període posterior a la Revolució d'Octubre.Primer es va unir a les tropes cosaques del general Piotr Krasnov, que fracassaren en el seu intent de reprendre Petrograd. Al desembre de 1917 es trobava a Novotxerkassk, tractant-se de guanyar-se la confiança de Kornílov y Mikhaïl Alekséiev,i el gener de 1918 es va traslladar a Moscou després de passar breument per Petrograd, desil·lusionat amb la manca d'activitat en el Don contra els bolxevics;a Moscou va fundar la «Unió per a la Defensa de la Pàtria i la Llibertat»,amb el vistiplau dels generals.Tot mantenint la seva inclinació a la intriga i al seu engrandiment personal, Sàvinkov tractà d'ampliar la grandària de la seva organització, buscant especialment la cooperació dels antics oficials de l'Exèrcit.A l'abril va començar a rebre finançament del Don i a finals de mes havia començat a mantenir contactes amb els Aliats i l'organització va començar a créixer. Al maig deia que tenia el suport de 5000 d'ells i el suport francès.Moltes de les associacions clandestines d'oficials, però, es van mostrar més interessades a buscar la cooperació d'Alemanya, cosa inacceptable per al francòfil Sàvinkov que, d'altra banda, considerava a la també antibolxevic Unió del renaixement de Rússia excessivament esquerrana com per unir-se a ella. Tot i les accions de la Txekà, que va aconseguir detenir cent dels seus seguidors, la direcció de la Unió va aconseguir escapar, continuar amb les seves activitats, i va desencadenar tres rebel·lions al juliol.L'organització clandestina de Sàvinkov, la "Unió per a la Defensa de la Pàtria i la Llibertat», va rebre fons dels Aliats,convençuts de la disposició de Savinkov de reprendre la lluita contra els Imperis Centrals i estava en contacte amb altres organitzacions contrarevolucionàries properes a l'Exèrcit Voluntari. El representant britànic Bruce Lockhart havia suspès els seus contactes amb Sàvinkov abans de l'aixecament per ordre de Londres, però els francesosli havien donat suport a través del seu consolat moscovita. A Petrograd, el capità britànic Cromie també manté contactes amb la Unió de Sàvinkov. Diversos plans com l'enfonsament de la flota del Bàltic, l'assassinat de Lenin i Trotski o un aixecament a Moscou a principis de juny no es van dur a terme, en part per l'arrest d'una part considerable de la Unió per les forces de seguretat soviètiques a mitjans de maig.Fins a començaments de juny la Unió no va estar en condicions de tornar a funcionar i, en aquell moment, l'alçament a la capital es va descartar atès que Sàvinkov estava convençut de la imminència de l'ocupació alemanya de la ciutat.Segons Lockhart, l'ambaixador francès havia indicat als contrarevolucionaris que la intervenció aliada a gran escalatindria lloc a finals de juny, i desencadenaria l'aixecament prematur de Sàvinkov.Noulens havia convençut Sàvinkov perquè prengués el control de Iaroslavl, Ríbinsk, Kostromà i Múrom.A mitjans del mes de juliol, davant la petició desesperada del «Centre Nacional», al qual pertanyien tant l'organització de Sàvinkov com la de Mikhaïl Alekséiev, Lockhart li va lliurar un milió de rubles, sense el permís de Londres.
El 6 de juliol del 1918, coincidint amb l'Alçament socialrevolucionari a Moscou,encapçalà la rebel·lió que va arrabassar al Govern bolxevic la ciutat de Iaroslavl, al costat del Volga, entre Vólogda i Moscou,tot i tenir escassos combatents i pobre armament. Els obrers i camperols locals van donar suport a la revolta i aquesta es va estendre breument a algunes ciutats properes (Ríbinsk i Múrom),fins a ser esclafada per les tropes del Govern el 21 de juliol de 1918, després de l'arribada d'artilleria pesant i reforços des de Moscou,després de la qual cosa es va produir una sagnant repressió dels seus partidaris, centenars dels quals van ser executats.
A finals de 1919, es trobava a París, on va proposar als Aliats formar una nova organització antibolxevic que unís les restes de les forces russes «blanques» amb els exèrcits dels estats fronterers; la seva proposta va ser rebutjada per Georges Clemenceau. Es trobava a la capital francesa com a enviat especial de Koltxak.

## Exili i retorn

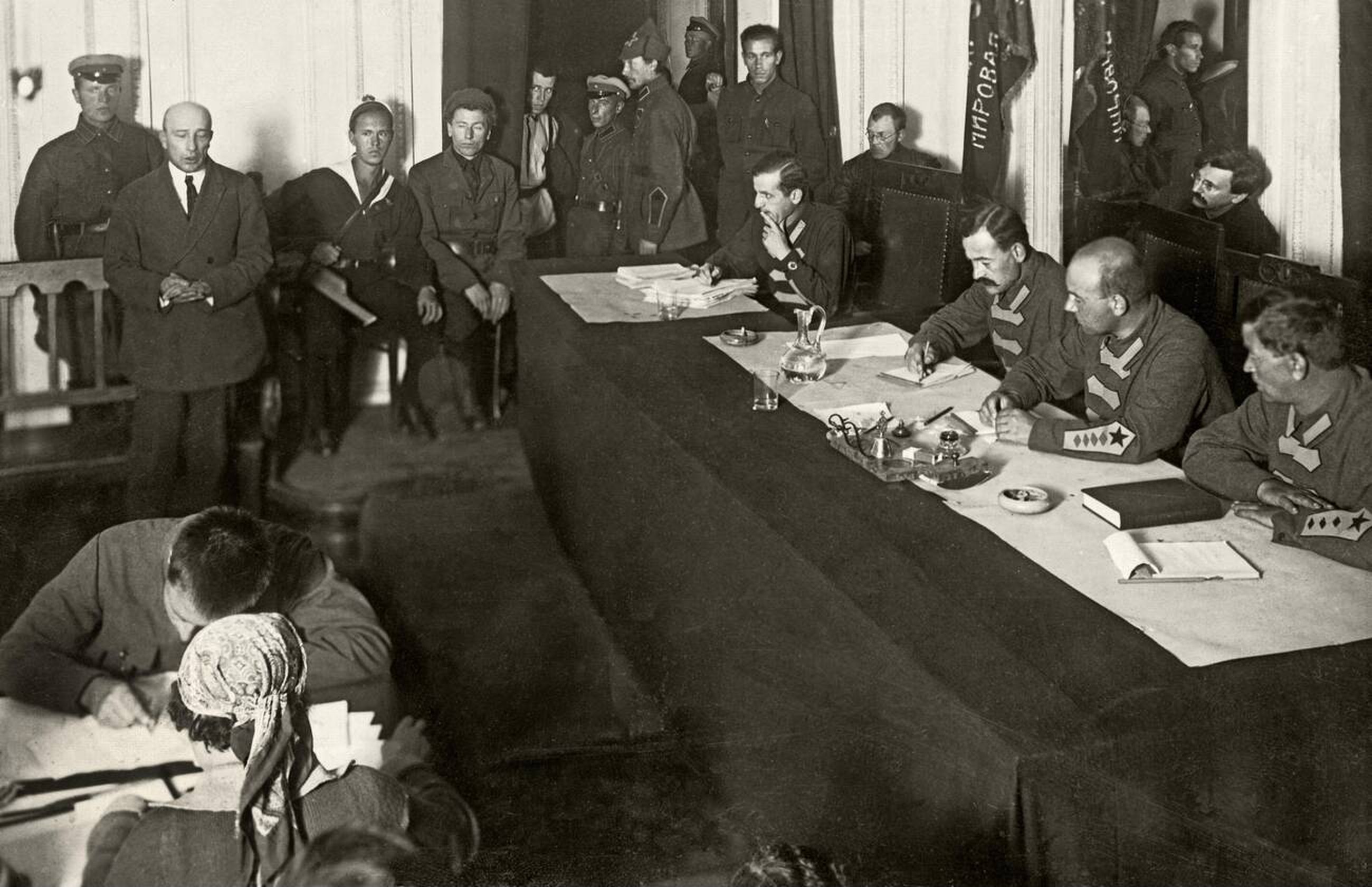
Judici de Sàvinkov (de peu a la esq.). A la dreta. recolzat a la paret està assegut Viatxeslav Menjinski.

Va tractar en va de rebre l'ajut de diverses potències per enfrontar-se al Govern soviètic. La vida de luxe del seu grup de partidaris va acabar amb els escassos fons de què disposava i en ell es van infiltrar agents soviètics.
Després de ser enganyat per la policia secreta bolxevic, en el marc de l'Operació Trust, va tornar de nou a Rússia i va ser immediatament arrestat i condemnat a mort pel Col·legi Militar de la Cort Suprema de l'URSS, però el VTsIK (Comitè Executiu Central de Totes les Rússies) va convertir aquesta sentència en una condemna de deu anys. El seu judici va tenir lloc el 1924. Durant el seu empresonament es va dedicar a escriure històries satíriques sobre soldats de l'Exèrcit Blanc i va poder veure-les publicades a Moscou. Va morir el 1925 en caure per una finestra de la presó de Lubianka, encara que no és clar si el van empènyer o es va suïcidar.

## Obres
Borís Sàvinkov va escriure diverses novel·les, la seva obra més coneguda és la seva autobiografia  Memòries d'un terrorista  i una novel·la lleugerament autobiogràfica anomenada El cavall groc que va ser adaptada al cinema. Altres novel·les són:
- rus: Конь бледный, 1909, El cavall groc
- rus: То, чего не было, 1912, El que no ha estat
- rus: Воспоминания террориста, 1917, Memòries d'un terrorista
- rus:  Конь вороной, 1923, El cavall negre